# 李智雲
李 智雲（り ちうん、604年 - 617年）は、中国の唐の高祖李淵の五男。もとの名は稚詮。楚王に追封された。

## 経歴
李淵と万貴妃の間の子として生まれた。弓射と書をよくした。
大業13年（617年）、李淵が太原で起兵したとき、異母兄の李建成・李元吉らとともに河東にいた。李建成らは太原に逃げ去ったが、李智雲は隋の捕吏につかまって長安に送られた。陰世師によって殺害された。
武徳元年（618年）、楚王に追封され、哀と諡された。武徳3年（620年）、太宗の子の李寛が後を継ぎ、李智雲には涼州総管・司徒の位を追贈された。

## 伝記資料
- 『旧唐書』巻64 列伝第14「楚王智雲伝」
- 『新唐書』巻79 列伝第4「楚王智雲伝」